# Laxtjärnet (Gräsmarks socken, Värmland, 664616-133163)
Laxtjärnet är en sjö i Sunne kommun i Värmland och ingår i Göta älvs huvudavrinningsområde. Sjöns area är 0,006 kvadratkilometer och den är belägen 253 meter över havet.